# Leopold Küchler

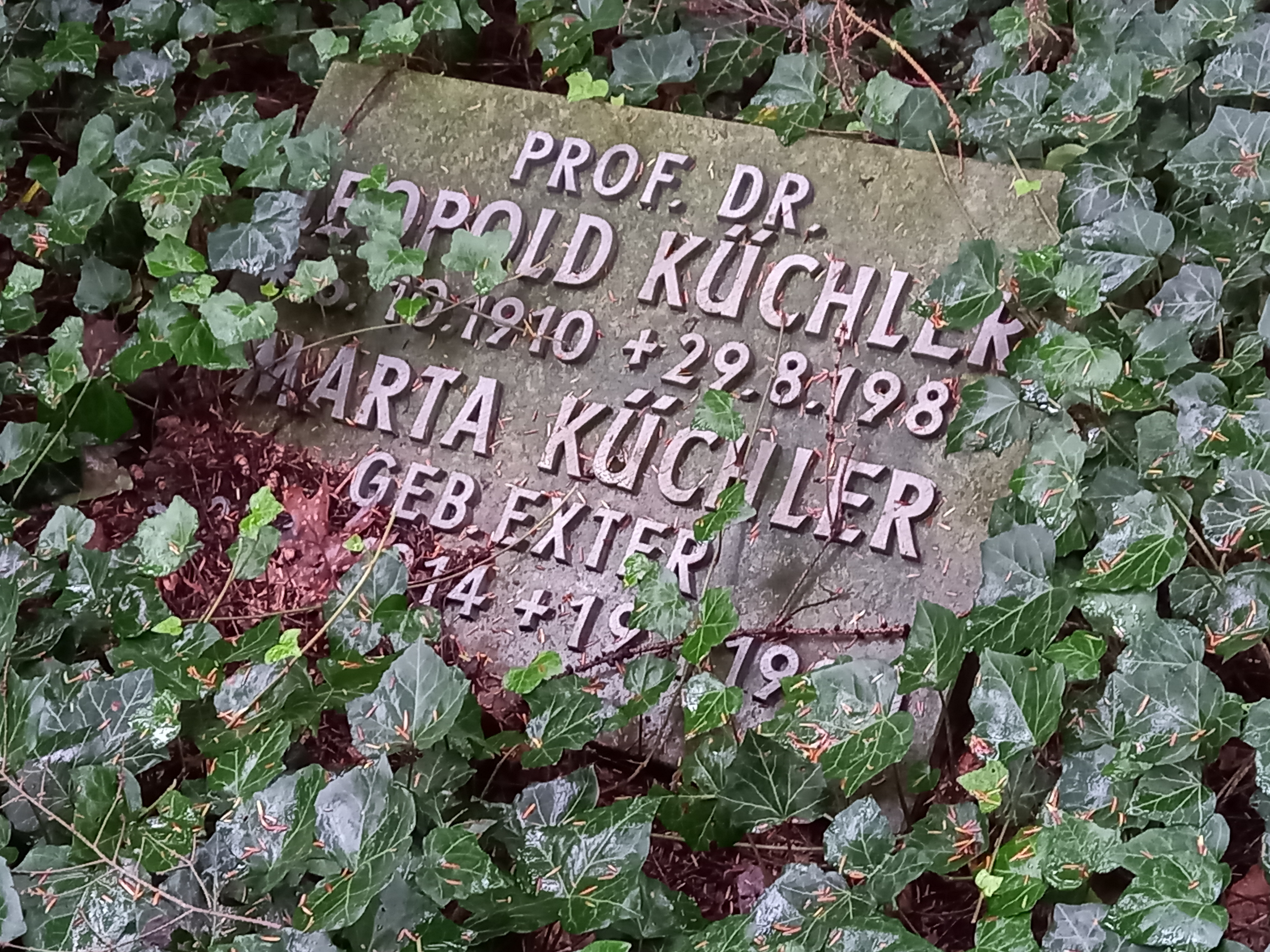
Das Grab Leopold Küchler und seiner Ehefrau Marta geborene Exter auf dem Stadtfriedhof Göttingen

Leopold Küchler  (* 6. Oktober 1910; † 29. August 1984) war ein österreichischer Chemiker (Technische Chemie, Kernchemie, Makromolekulare Chemie).
Küchler studierte an der Universität Wien und wurde bei Hermann Mark in Makromolekularer Chemie promoviert (sein Dissertationsthema regte Franz Patat an). 1936 wurde er Assistent bei Arnold Eucken am Institut für Physikalische Chemie in Göttingen, wo er sich 1943 habilitierte. Sein Buch über die Kinetik von Polymerisation von 1951 war damals ein Standardwerk. 1948 ging er zur Hoechst AG, wo er die physikalischen Entwicklungslaboratorien in der Abteilung Chemische Verfahrenstechnik leitete und die Einführung von Rechnersteuerung zur Optimierung von Produktionsprozessen verantwortete. 1957 wurde er außerplanmäßiger Professor an der Goethe-Universität Frankfurt am Main. Er befasste sich auch intensiv mit industriellen chemischen Prozessen in der Kerntechnik (Produktion von Schwerem Wasser, Wiederaufbereitung von Kernbrennstäben mit Versuchswiederaufbereitungsanlage). Er war Vorsitzender des Arbeitskreises Wiederaufbereitung bestrahlter Kernbrennstoffe der Deutschen Atomkommission.
Mit Karl Winnacker gab er ein mehrbändiges Werk zur Technischen Chemie heraus.
Er war im Vorstand der Deutschen Bunsen-Gesellschaft, im Kuratorium des Dechema-Instituts und Vorsitzender des Arbeitsausschusses Technische Reaktionen der Dechema.
Er erhielt 1968 die Wilhelm-Exner-Medaille.

## Schriften
- Polymerisationskinetik, Springer 1951
- mit Karl Winnacker (Herausgeber): Chemische Technologie, 7 Bände, 4. Auflage, Hanser 1981 bis 1986
  - Neuausgabe mit Karl Winnacker, Roland Dittmeyer (Herausgeber): Chemische Technik, Prozesse und Produkte, 8 Bände, Wiley-VCH 2004 bis 2006